# 吉姆·金
詹姆斯·“吉姆”·金（英語：James "Jim" King，1943年2月9日—），生于路易斯安那州新奥尔良，美国前男子篮球运动员。他曾代表美国获得1968年夏季奥运会篮球比赛男子金牌。